# Möckeln, Värmland
För andra betydelser, se Möckeln.
Möckeln är en insjö i Degerfors kommun och Karlskoga kommun i Värmland och ingår i Göta älvs huvudavrinningsområde. Sjön är 25,5 meter djup, har en yta på 18 kvadratkilometer och befinner sig 88 meter över havet. Sjön avvattnas av vattendraget Gullspångsälven (Liälven). Vid provfiske har en stor mängd fiskarter fångats, bland annat abborre, braxen, färna och gers.
Sjön avvattnas av Letälven. Timsälven och Svartälven är två tillflöden till sjön.

## Etymologi
Möckel eller Möckeln härstammar från det fornnordiska ordet "mykil", vilket betyder "stor".[källa behövs] Möckeln kan avse både platsen i allmänhet och specifikt en stor sjö i närheten.[källa behövs]
Sjön gav namnet till den ursprungliga bosättningen vid dess norra strand, Möckelsbodar, som senare blev Karlskoga.[källa behövs]

## Geografi
Vid Möckelns stränder, i alla väderstreck, finns flera små- och tätorter. En betydande del av de områden som ligger nära sjön är bebyggda med både villor och fritidshus. Den största tätorten, Karlskoga, är belägen vid Möckelns norra strand, och den näst största, Degerfors, ligger vid den södra stranden. På den östra sidan av sjön hittar man tätorten Valåsen och Labbsand, samt småorten Knutsbol som sträcker sig över kommungränserna. På den västra sidan återfinns Lervik och Kvarntorp.

### Konstgjorda landformer
- Aggerudsvikarna är två konstgjorda vikar vid Möckelns nordvästra strand, som grävdes ut vid början av 2020-talet. Syftet med vikarna var att möjliggöra bostäder med direktåtkomst till sjön och tjäna som lockbete för nya invånare.[10]
- Boforsudden är en konstgjord udde vid Möckelns norra strand som utvidgats fr.o.m. sekelskiftet 1900 till 1970-talet. Flera industriverksamheter återfinns på udden.[11]

## Meteoritnedslagskrater
Sjön Möckeln har varit föremål för forskning angående dess uppkomst. Enligt vissa geologer har Möckeln bildats genom ett meteoritnedslag. Ett av de presenterade bevisen är närvaron av Visingsösandsten som har hittats och blivit sammanpressad under tryck vid Knutsbol. Flera tyngdkraftsmätningar har också genomförts.

### Undersökningar 2011
Efter geologiska undersökningar sommaren 2011 ledda av geofysikern och docenten Herbert Henkel, tidigare verksam vid Kungliga Tekniska högskolan har det konstaterats av Möckelns norra ände mot Karlskoga utgör en nederoderad meteoritnedslagskrater med en ursprunglig diameter på cirka 4,5 km. Meteoriten som slog ner uppskattas haft en diameter på högst ett par hundra meter. Kraterformationen är nederoderad cirka 400 meter under den dåvarande markytan och är nu ca 3 km i diameter. Formationen är en rätt komplicerad krater, som en gång troligen varit helt fylld av sandsten tillhörande visingsögruppen. Kraterformationen har även deformerats något av de överskjutna tunga bergarterna öster om sjön och den är även påverkad av erosion. Någon åldersbestämning har ännu inte gjorts och undersökningsdokumentationen är ännu inte (februari 2012) klart. Andra exempel på kända nedslagskratrar i Sverige är Siljansringen, Dellen och Mien.[källa behövs]

## Föroreningar
På grund av de industriområden som omger Möckeln, men också från Björkborns industriområde, i norr har sjön blivit föremål för olika utredningar och åtgärder för att minska fiskdöd och ekologisk förstörelse till följd av utsläpp.
Bofors vidtog flera åtgärder för att minska sin påverkan på sjön, inklusive omlokalisering av avloppsledningar.

## Delavrinningsområde
Möckeln ingår i delavrinningsområde (657195-142358) som SMHI kallar för Utloppet av Möckeln. Medelhöjden är 110 meter över havet och ytan är 49,49 kvadratkilometer. Räknas de 327 avrinningsområdena uppströms in blir den ackumulerade arean 4 341,15 kvadratkilometer. Gullspångsälven (Liälven) som avvattnar avrinningsområdet har biflödesordning 2, vilket innebär att vattnet flödar genom totalt 2 vattendrag innan det når havet efter 275 kilometer. Avrinningsområdet består mestadels av skog (23 procent) och jordbruk (10 procent). Avrinningsområdet har 18,01 kvadratkilometer vattenytor vilket ger det en sjöprocent på 36,4 procent. Bebyggelsen i området täcker en yta av 9,33 kvadratkilometer eller 19 procent av avrinningsområdet.

## Sjöfart
Trots Möckelns ringa storlek fanns det tidigare en ångbåtsförbindelse, med ångslupen Karl IX, mellan Degerfors, Karlskoga och Valåsen.

## Kultur
Den värmländska författaren Selma Lagerlöf gav en levande beskrivning av insjön i sin roman "Charlotte Löwensköld" från 1925, även om hon inte nämnde Möckeln vid namn.
Mitt framför den plats på himlen, där solen borde befinna sig, öppnar sig en rämna i molnen, och ett stort ljusknippe slungas ner i de jordiska töcknen. Strax efteråt blir den gråa regnröken, som stiger upp från horisontens kullar, förvandlad till ljusblåa dimmor. Dropparna på grässtråen rinner långsamt mot jorden, och blommorna lyfter sina ängsligt sänkta kalkar. Vår lilla sjö [Möckeln], som jag kan se en skymt av från mitt fönster och som hittills sett ganska surmulen ut, börjar glittra, som om stora guldfiskar hade summit fram i vattenbrynet. Och hänförd av all denna skönhet, brukar jag då slå upp mitt fönster, jag andas in en luft, full av ångande vällukt även den, av en aldrig förr anad ljuvhet, och jag utropar: Ack, min Gud, du har gjort min värld alldeles för skön.–Selma Lagerlöf, ”Svenska Turistföreningens årsskrift”. 1928. sid. 107–108. https://runeberg.org/stf/1928/0149.html.
En fiktiv insjö vid namn "Nöckeln" förekommer i Bertböckerna, författade av Anders Jakobsson och Sören Olsson.

## Badplatser

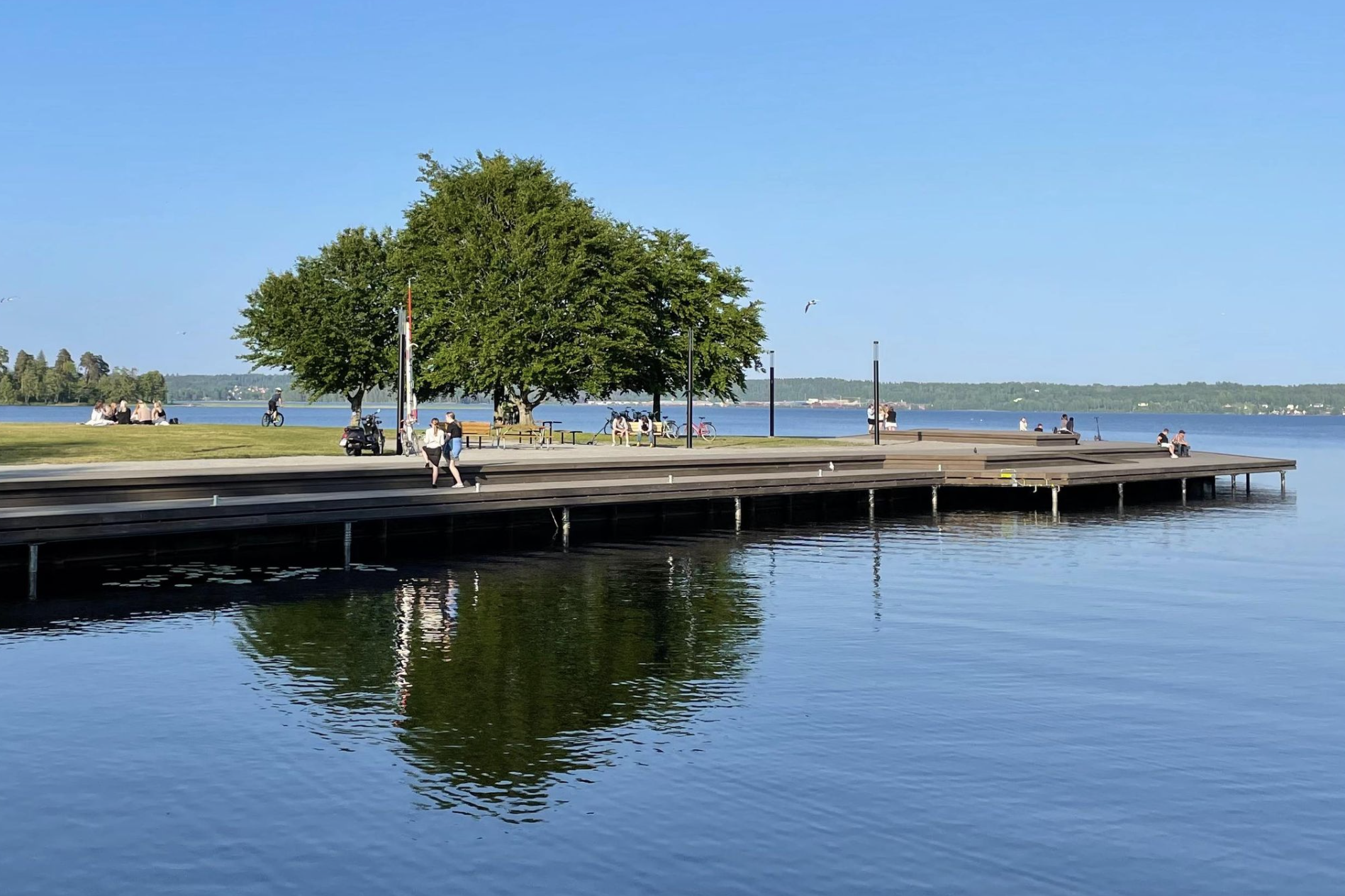
Soldäck vid Strandvallen i Karlskoga.

### Degerfors kommun
- Degernäsbadet
- Möllebadet

### Karlskoga kommun
- Näset
- Sandviksbadet
- Sandtorpsbadet
- Strandvallen

## Fisk
Vid provfiske har följande fisk fångats i sjön:
- Abborre
- Braxen
- Färna
- Gärs
- Gädda
- Gös
- Lake
- Löja
- Mört
- Nors
- Sik
- Öring
- Siklöja
- Stäm